# Абу Закарія Ях'я III
Абу Закарія Ях'я III (араб. أبو زكرياء يحيى الثالث; д/н — 1489) — 22-й султан і 21-й халіф Держави Хафсідів у 1488—1489 роках. Відомий також як Ях'я III.

## Життєпис
Онук халіфа Усмана I та син Масуда, спадкоємця трону. Дата народження Ях'ї невідома. У липні або серпні 1488 року внаслідок нещасного випадку (втопився в річці чи ставку) загинув його батько. У вересні того ж року помер дід. Влада перейшла до Абу Закарії Ях'ї.
Невдовзі стикнувся з повстанням арабських та берберських племен, які придушував з надзвичайною жорстокістю. Зрештою втратив будь-який авторитет та підтримку. Цим 1489 року скористався його стриєчний брат Абу Мухаммад Абд ал-Мумін, який повалив та стратив халіфа, захопивши владу.